# Campylium arcticum
Campylium arcticum là một loài rêu trong họ Amblystegiaceae. Loài này được R.S. Williams Broth. mô tả khoa học đầu tiên năm 1925.